# Municipio de Cedar (Dakota del Sur)
El municipio de Cedar (en inglés: Cedar Township) es un municipio ubicado en el condado de Hand en el estado estadounidense de Dakota del Sur. En el año 2010 tenía una población de 27 habitantes y una densidad poblacional de 0,3 personas por km².

## Geografía
El municipio de Cedar se encuentra ubicado en las coordenadas 44°20′23″N 99°14′54″O / 44.33972, -99.24833. Según la Oficina del Censo de los Estados Unidos, el municipio tiene una superficie total de 88.58 km², de la cual 88,5 km² corresponden a tierra firme y (0,09 %) 0,08 km² es agua.

## Demografía
Según el censo de 2010, había 27 personas residiendo en el municipio de Cedar. La densidad de población era de 0,3 hab./km². De los 27 habitantes, el municipio de Cedar estaba compuesto por el 100 % blancos. Del total de la población el 0 % eran hispanos o latinos de cualquier raza.